# Faisà d'esperons de Germain
El faisà d'esperons de Germain (Polyplectron germaini) és una espècie d'ocell de la família dels fasiànids (Phasianidae) que habita la selva humida del sud del Vietnam.